# Autòmats
|  | Per a altres significats, vegeu «Autòmat». |

Autòmats són una banda de música valenciana de rock alternatiu en català i pop amb influències de l'indie i el rock progressiu, que va nàixer a Valencia el 2009, caracteritzada per un so fresc, directe i sovint prou experimental.

## Trajectòria
La banda va formar-se a la ciutat de València el juny de 2009. El grup, que primerament es va anomenar Miquel Herrero i els Autòmats, va enregistrar el primer disc durant la tardor. El 2010 publicar l'àlbum Cançons en blanc i negre" (Cambra Records), que esdevingué millor disc de pop als Premis Ovidi Montllor, del COM, i va ser nominat també per a les millors lletres. Aquest mateix any van guanyar el Circuit de la Música en Valencià, i el 2011 van rebre el guardó pel millor videoclip, amb la cançó «Pacte amb Peter Pan»
Autòmats és un dels grups pioners del nou pop al País Valencià, i bona prova d'això és el reconeixement que el grup està tenint a terres valencianes. Les acurades produccions de Nacho Vaquero i Miquel Herrero ens remeten a sons més actuals, més vinculats a bandes actuals de l'escena independent internacional, com ara Coldplay o Muse, i al mateix temps recorden l'època daurada del denominat «rock mediterrani», un dels fonaments de la música catalana.

### Cançons en blanc i negre
El gener del 2010 va aparèixer l'àlbum de debut de la banda: Cançons en blanc i negre, un projecte alternatiu que buscava la fusió entre el pop i el rock més tradicional, amb regust vintage i l'univers més intimista de lletres treballades i més proper a l'anomenat «pop d'autor». El disc va ser produït per Nacho Vaquero (guitarra i veus) i va comptar amb la participació de Miquel Herrero, (guitarra i veu principal i autor de la música i les lletres), Jacobo Ferrer (percussió), Andrés Ferrer (teclats), i Carles Mondrià (baix). Durant 2010 va passar pel grup la teclista i vocalista Andrea Nadal.
Cançons en blanc i negre (Cambra Records), que va guanyar com a Millor Disc de Pop als Premis Ovidi Montllor,del COM, i va ser nominat també per a millor lletra, amb la cançó «Rodamón». Tot i que el disc va obtenir crítiques molt favorables, no va arribar a tenir excessiva repercussió.

### Les revelacions microscòpiques
L'1 de febrer de 2012 va sortir al mercat el seu segon disc, Les revelacions microscòpiques (Cambra Records). Aquest segon àlbum és més innovador, molt més lisèrgic i al mateix temps igual de franc i sincer que el primer. Amb un so molt més indie i cru, més proper del rock que del pop, combinen la sofisticació dels sons sintetitzats amb els sons més clàssics i sinfònics, i donen un major protagonisme als pianos i als instruments de percussió (vibràfons, lires i carillons), emprant al mateix temps línies de guitarra i baix més contundents.
El disc està conformat de dotze cançons amb notables passatges instrumentals on sovint apareix també una orquestra (Societat Musical Beniatjarense). El disseny del disc i les fotografies van a càrrec de Neme Jiménez, i la portada és un quadre a l'oli pintat pel mateix Miquel Herrero. La producció corre de nou a càrrec de Nacho Vaquero, i s'hi sumen, en aquest segon disc, Borja Ferrer (teclats) i Santi Enguix (guitarres).

## Components
- Miquel Herrero (veu i guitarres)
- Borja Ferrer (teclats)
- Santi Enguix (guitarres)
- Nacho Vaquero (producció, guitarra i veus)
- Jacobo Ferrer (percussió)
- Carles Mondrià (baix)
- Andrés Ferrer (teclats)